# Épitadeus
Épitadeus est un éphore spartiate du IVe siècle av. J.-C. à qui on attribue une rhètra (loi) sur le patrimoine dont l'authenticité est discutée. Elle aurait eu lieu vers -400.
Épitadeus n'est mentionné que par Plutarque qui, dans sa biographie du roi Agis IV, écrit : « Un homme influent, de caractère audacieux et pénible, devint éphore ; il se nommait Épitadeus. À la suite d'une querelle avec son fils, il rédigea une rhètra permettant de donner de son vivant, ou de léguer par testament, son domaine privé et son lot à la personne de son choix. » La loi met fin à l'inaliénabilité des lots de terre (kléroi) et autorise de fait les ventes déguisées, permettant ainsi aux Spartiates les plus riches d'accroître leur patrimoine au détriment des plus pauvres. Un passage du Politique d'Aristote fait également allusion à la rhètra d'Épitadeus, mais ce dernier n'est pas nommé.
Si les historiens ne semblent pas contester son existence, la réforme qui lui est attribuée est plus problématique. Elle confirme a contrario un modèle spartiate qui aurait été parfaitement égalitaire à l'époque classique, modèle que la recherche historique actuelle tend à critiquer.